# فراس قاشوش
فراس قاشوش (10 يناير 1976 في حماة) لاعب كرة قدم سوري، يلعب كمهاجم مع نادي الطليعة في الدوري السوري الممتاز.